# Tsentral'no-Berezinskaya Ravnina
Tsentral'no-Berezinskaya Ravnina är en slätt i Belarus. Den ligger i den centrala delen av landet, 140 km sydost om huvudstaden Minsk.
Trakten runt Tsentral'no-Berezinskaya Ravnina består till största delen av jordbruksmark. Runt Tsentral'no-Berezinskaya Ravnina är det glesbefolkat, med 20 invånare per kvadratkilometer.